# Vadim Viktorovič Repin
Vadim Viktorovič Repin (in russo Репин, Вадим Викторович?; Novosibirsk, 31 agosto 1971) è un violinista russo.

## Biografia
Vadim Repin ha iniziato a suonare il violino a 5 anni sotto la guida di Dmitri Vaks, che dopo due anni lo ha indirizzato a studiare con Zakhar Bron. Dimostratosi da subito un bambino prodigio, si è imposto in diversi importanti concorsi (tra cui il Wieniawski di Lublino).
Nel 1989, all'età di soli 17 anni, ha vinto il 1º premio alla Queen Elisabeth Competition di Bruxelles, finora il più giovane vincitore nella storia del concorso.
La vittoria a Bruxelles lo ha definitivamente consacrato nel panorama internazionale e lo ha portato ad esibirsi come solista con le più importanti orchestre del mondo, collaborando con direttori quali Sir Yehudi Menuhin, Pierre Boulez, Riccardo Chailly, Charles Dutoit, Michael Tilson Thomas, Valery Gergiev, James Levine, Kurt Masur, Edo de Waart, Sir Simon Rattle, Esa-Pekka Salonen, Mstislav Rostropovič e Riccardo Muti.
A Salisburgo nel 1990 esegue il Concerto per violino di Sibelius, nel 2008 tiene un recital con Nikolai Lugansky, nel 2011 è in trio con Lang Lang e Mischa Maisky e nel 2013 suona Offertorium di Sofia Gubaidulina diretto da Valery Gergiev.
Al Teatro alla Scala nel 1995 esegue il Concerto per violino n. 2 di Paganini (trasmesso da Retequattro) e tiene un recital con il pianista Vladimir Mischuk, nel 2000 tiene un concerto in trio con Boris Berezovsky e Dmitry Yablonsky ed esegue il Concerto per violino n. 1 di Shostakovitch (trasmesso da Retequattro), nel 2001 suona il Concerto per violino n. 1 di Prokofiev (trasmesso da Retequattro), nel 2005 il Concerto per violino di Sibelius diretto da James Conlon (trasmesso da Retequattro), nel 2008 il Concerto per violino di Beethoven diretto da Chung Myung-whun ed un concerto in trio con Maisky e Itamar Golan, nel 2011 il Concerto per violino n. 1 di Bruch diretto da Christoph Eschenbach e nel 2012 il Concerto per violino n. 2 di Prokofiev diretto da Gergiev.
Nel 1998 esegue il Concerto per violino di Čajkovskij diretto da James Levine per il Metropolitan Opera House a Houston, San Diego, Los Angeles e San Francisco.
Nel 1999 tiene un recital con il pianista Mikhail Mouratch nella Scuola Grande di San Giovanni Evangelista per il Teatro La Fenice di Venezia.
Nel 2009 esegue il Concerto per violino di Brahms con la Los Angeles Philharmonic Orchestra diretta da Leonard Slatkin alla Walt Disney Concert Hall e al Kennedy Center di Washington.
Al Southbank Centre nel 2010 esegue il Concerto per violino di Tchaikovsky con la Royal Philharmonic Orchestra diretto da Charles Dutoit e il Concerto per violino di Sibelius con la Philharmonia Orchestra diretta da Vladimir Ashkenazy, nel 2011 tiene un concerto in trio con Lang Lang e Maisky, nel 2012 il Concerto per violino n. 2 di Prokofiev diretto da Lorin Maazel e nel 2013 il Concerto per violino n. 1 di Bruch.
Nel 2013 esegue il Concerto per violino n. 3 e il Concerto per violino n. 5 di Mozart all'Auditorium Gianni Agnelli ed il Concerto per violino n. 2 di Prokofiev al Teatro San Carlo.
Ha inciso concerti per violino di Mozart, Sibelius, Čajkovskij, Prokof'ev, Šostakovič e Nikolaj Mjaskovskij. Repin ha anche vari dischi in duo con Boris Berezovskij e altri CD di musica da camera con i pianisti Martha Argerich, Michail Pletnëv e Lang Lang e i violoncellisti Mischa Maisky, Dmitri Yablonski e Lynn Harrell.
Esclusi alcuni dischi prodotti da Melodiya quando Repin era ancora molto giovane, la maggior parte delle sue incisioni fino al 2005 sono state pubblicate da Erato. Successivamente nel 2006 Repin ha firmato un'esclusiva per la Deutsche Grammophon. Nel 2009 è uscito in DVD il Concerto per violino n. 1 di Bruch con Sir Simon Rattle e i Berliner Philharmoniker.
Vadim Repin ha suonato fino al 2005 lo Stradivari "Ruby" del 1708, precedentemente suonato da Pablo de Sarasate. Successivamente ha posseduto il Guarneri del Gesù "von Szerdahely" (1736), il Guarneri del Gesù "Bonjour" (1743) e il Guarneri del Gesù "Lafont". Attualmente si esibisce con lo Stradivari "Rode" del 1733. I suoi archi preferiti sono di Nicolaus Kittel e Nicolas Maline.

## Vita privata
Nel 2001 Vadim Repin si è sposato con Caroline Diemunsch, che gli ha dato un figlio,  Leonardo, nato nel giugno 2006.
Il 17 febbraio 2011 Vadim Repin ha avuto una figlia, Anja, con l'étoile russa Svetlana Zacharova, sua attuale compagna.

## Discografia parziale
- 1995 – Shostakovich & Prokofiev: Violin Concertos - Hallé Orchestra/Kent Nagano (Erato)
- 1995 – Prokofiev: Violin Sonatas 1, 2 & 5 Melodies - Boris Berezovsky (Erato)
- 1996 – Tchaikovsky & Sibelius: Violin Concertos - London Symphony Orchestra/Emmanuel Krivine (Erato)
- 1997 – Ravel & Medtner: Violin Sonatas - Boris Berezovsky (Erato)
- 1997 – Tchaikovsky & Shostakovich: Piano Trios - Dmitri Yablonsky/Boris Berezovsky (Erato)
- 1998 – Mozart: Violin Concertos n. 2, 3, 5 - Wiener Kammerorchester/Yehudi Menuhin (Erato)
- 1998 – Tutta bravura - Alexander Markovich (Erato)
- 1999 – Vadim Repin au Louvre - Boris Berezovsky/Ralf Gothoni/Anton Barachovsky (Erato)
- 1999 – Lalo, Chausson, Ravel - London Symphony Orchestra/Kent Nagano (Erato)
- 2001 – Strauss, Bartók, Stravinsky - Boris Berezovsky (Erato)
- 2002 – Tchaikovsky & Myaskovsky: Violin Concertos - Kirov Orchestra/Valery Gergiev (Philips)
- 2002 – Vadim Repin Artist Portrait (Warner Classics)
- 2005 – Taneyev: Chamber Music - Mikhail Pletnev/Lynn Harrell/Ilya Gringolts/Nobuko Imai (Deutsche Grammophon)
- 2006 – Vadim Repin Artist Box (Warner Classics)
- 2007 – Beethoven: Violin Concerto, Violin Sonata "Kreutzer" - Wiener Philharmoniker/Riccardo Muti/Martha Argerich (Deutsche Grammophon)
- 2008 – Brahms: Violin Concerto, Double Concerto - Leipzig Gewandhaus Orchestra/Riccardo Chailly/Truls Mork (Deutsche Grammophon)
- 2009 – Tchaikovsky & Rachmaninov: Piano Trios - Mischa Maisky/Lang Lang (Deutsche Grammophon)
- 2010 – Franck, Grieg, Janáček: Violin Sonatas - Nikolai Lugansky (Deutsche Grammophon)